# Elizabeth Chu Richter

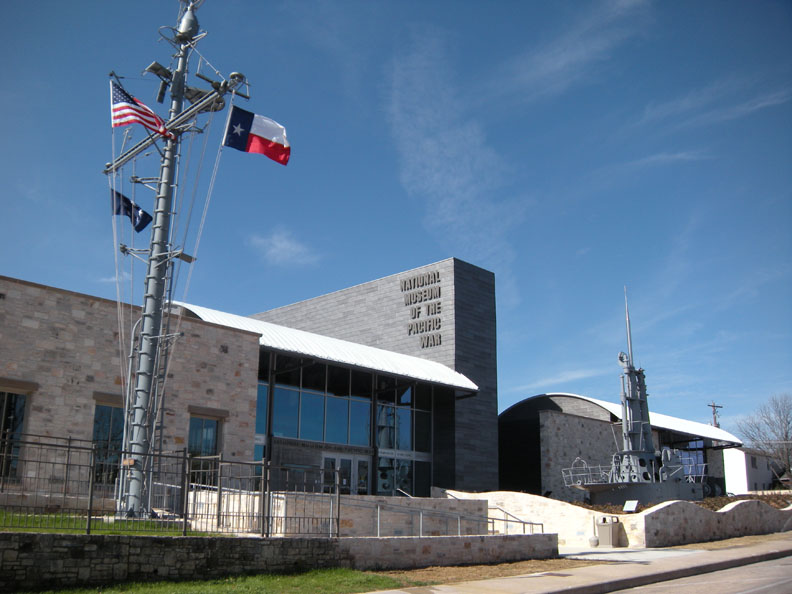
Museo Nacional de la Guerra del Pacífico

Elizabeth Chu Richter (Nankín, 1949) es una arquitecta con nacionalidad estadounidense. En el 2015 llegó a ser presidenta del Instituto Americano de Arquitectos, y vicepresidenta de la Sociedad de Arquitectos de Texas.

## Primeros años
Richter nació en la ciudad de Nankín, en el oriente de China. Pasó su infancia en Hong Kong, y en 1963, a la edad de 13 años, su madre, Irene Chu, la llevó a la ciudad de Dallas, en el estado de Texas. Llegó allí junto a sus seis hermanos menores y su madre viuda, para juntos hacer frente a un modo de vida diferente al que tenían hasta entonces. Su padre, que había sido comerciante en Hong Kong, falleció cuando ella tenía 9 años. Chu Richter obtuvo además algùn tiempo después la nacionalidad estadounidense. Richter estudió arquitectura en la Universidad de Texas en Austin y recibió su grado en 1974.
Allí conoció a su marido, un estudiante de arquitectura: David Richter. Un tiempo después de graduarse, decidieron mudarse juntos a Corpus Christi,  en el estado de Texas, para llevar a cabo su primer encargo de trabajo profesional: un proyecto para los padres de David. Se instalaron allí, donde además tuvieron a sus tres hijos. Otro aspecto de la vida de la arquitecta Chu Richter que cabe mención es su decisión de resignar durante 12 años parte de su trabajo profesional para dedicarse personalmente a criar a sus tres hijos.

## Trayectoria

### Proyectos arquitectónicos
Chu Richter se unió a Kipp Richter & Associates en el año 1989 y actualmente es una de los cuatro principales arquitectos, función que desempeña junto a tres hombres. Su trabajo profesional se sintetiza en un intento por disminuir la expansión urbana, revivir el centro y cambiar las ordenanzas para fomentar el desarrollo más denso que mezcle comercios y residencias.
Sus proyectos incluyen el Museo Nacional de la Guerra del Pacífico, el cuartel de la Mission-Aransas National Estuarine Research Reserve, el Centro Nacional Solomon P. Ortiz, y el Centro Episcopal de Mustang Island, que ganó un premio de honor de 2002 de la Sociedad Estatal de Arquitectura, al igual que el Centro de Ortiz y el área de descanso del Condado de Kenedy. Su propuesta para el Centro Nacional Solomon P. Ortiz ha contribuido a que el puerto se conecte físicamente con la comunidad, ofreciendo servicios públicos, mientras que permite a las personas considerar la importancia económica del mismo.
Su trabajo ha sido premiado por su valor educativo, que se manifiesta en su posición frente a la arquitectura y su importancia como articuladora de la comunidad a través del espacio público. También amerita consideración su lucha para preservar y mejorar los lugares públicos y crear espacios donde las personas quieren estar.

### Medios de comunicación
En 1999, Chu Richter tuvo la idea de generar un programa de radio sobre arquitectura que salió al aire en KEDT-90.3 FM, en el sur de Texas. Actualmente es la coproductora ejecutiva de “The Shape Texas”, que se transmite en 15 canales radiales públicos de Texas. Su idea trascendió y se expandió bastante más allá de Texas. 
El Instituto Americano de Arquitectos de Nueva York tomó el concepto y está produciendo algunos demos de un espectáculo. Desde Boston y Minnesota también han solicitado información para crear sus propios programas. La arquitecta Richter también estuvo presente en el canal de televisión de KEDT, en dos oportunidades, en ambos casos en foros de articulación con la comunidad, y en ambas situaciones respondió a las preguntas de los espectadores sobre el valor social de la arquitectura.
Richter también es colaboradora habitual de Caller-Times Newsmaker, espacio para el que escribe columnas sobre arquitectura y temas relacionados.

### Actividades de gestión
Además se destaca su labor como Vicepresidenta de la Sociedad de Arquitectos de Texas, y en el 2015 llegó a ser también Presidenta del Instituto Americano de Arquitectos, la organización profesional fundada en 1857 que representa los intereses profesionales de los arquitectos estadounidenses. Actualmente se desempeña como directora regional de la Junta Nacional de la AIA.

## Reconocimientos
Ganó el Premio del Instituto Americano de Arquitectos Jóvenes Arquitectos a la edad de 51 años, en el año 2001.
El Archivo Internacional de la Mujer en Arquitectura en la Universidad de Virginia Tech alberga su legado profesional.